# 8666 Reuter
8666 Reuter este un asteroid din centura principală de asteroizi.

## Descriere
8666 Reuter este un asteroid din centura principală de asteroizi. A fost descoperit pe 9 aprilie 1991 la Tautenburg de Freimut Börngen. El prezintă o orbită caracterizată de o semiaxă mare de 2,28 ua, o excentricitate de 0,14 și o înclinație de 4,0° în raport cu ecliptica.